# Функциональные состояния (психология)
Функциональное состояние — это относительно устойчивая структура актуализируемых субъектом средств деятельности в конкретной ситуации, которая отражает специфику сложившихся на текущий момент времени механизмов регуляции деятельности и определяет эффективность решения трудовых задач. Данное определение используется в структурно-интегративном подходе в психологии.
Существует также физиологическая трактовка понятия ФС, в ней оно рассматривается как состояние организма, отдельной физиологической системы, органа, ткани.
Изучение функциональных состояний работающего человека — одна из центральных проблем комплекса наук о трудовой деятельности, прежде всего психологии труда, инженерной психологии и эргономики.

## История понятия
Понятие функционального состояния первоначально возникло и получило развитие в физиологии. Основным содержанием первых исследований был анализ мобилизационных возможностей и энергетических затрат работающего организма.
В то же время анализ функционального состояния работающего человека в условиях реальной деятельности не ограничивается только физиологическими представлениями и предполагает разработку психологических и социально-психологических аспектов данной проблематики. Подобные исследования проводились Ухтомским А. А. в России и Г. Селье за рубежом.
Начиная с 1970-х гг. начались активные исследования функциональных состояний. В числе первых исследователей, внёсших существенный вклад в их разработку, следует назвать имена крупнейших психологов того времени — Ф. Гальтона, Э. Крепелина, Г. Эббингауза, А. Бине и др.

## Основные подходы к анализу ФС
На момент 2015 года можно выделить четыре основных группы подходов к изучению ФС.

### Энергетический подход
ФС рассматривается как характеристика протекания процессов жизнеобеспечения на уровне как отдельных физиологических систем, так и всего организма в целом, в терминах интенсивности и эффективности энергозатрат со стороны физиологических систем, привлекаемых для решения поведенческих задач. Исследования фокусируются на анализе базовых физиологических механизмов, обеспечивающих протекание метаболитических, нервно-гуморальных, церебральных, вегетативных и других процессов в разных условиях и режимах деятельности. Основная задача этих исследований состояла в нахождении таких физиологических коррелятов, которые позволяли бы дифференцировать разные типы психофизиологических состояний по специфическим «паттернам активации», то есть по устойчивым конфигурациям физиологических реакций, характерных для разных ситуаций.

### Феноменологический подход
ФС рассматривается как характеристика переживаемого человеком опыта, в том числе в аффективно-окрашенной форме (чувства, эмоции, переживания и др.), представленного в наблюдениях или самонаблюдения. В исследованиях, выполненных в рамках феноменологического подхода, обосновывается многомерный характер проявлений психического состояния и предпринимаются продуктивные попытки выявления структурно-функциональных связей между рефлексивными оценками состояния и «запуском» поведенческих программ, соответствующих особенностям субъективного отношения или «видения себя» в конкретной ситуации.

### Поведенческий подход
ФС рассматривается как характеристика результатов и способов выполнения деятельности / решения задач на уровне внешне представленного поведения. Важным направлением в рамках этого подхода являются исследования качественной стороны реализации поведенческих актов, изменения в которых приводят к сдвигам результативности деятельности. Развитие поведенческого подхода стимулировало и возникновение более совершенных поведенческих и психометрических методов оценки ФС — тестовых испытаний, моделирующих решение определённых фрагментов поведенческих задач.

### Комплексный подход
ФС рассматривается как целостная многокомпонентная характеристика проявлений изучаемых психических явлений, в том числе — состояний. На основе многочисленных исследований, проводимых в рамках комплексного подхода, были разработаны новые теоретические конструкты и методические инструменты, подготовившие базу для реализации принципов системного анализа ФС. Однако в целом комплексный подход выступает главным образом как стратегия сбора данных о многоуровневых проявлениях ФС, но не предлагает обоснованной концептуальной схемы для анализа, интеграции и содержательной интерпретации этих многомерных данных. Решение актуальных для практики проблем, связанных с полноценной диагностикой и оптимизацией ФС как сложного системного объекта, было обосновано при разработке структурно-интегративного подхода к анализу ФС.

### Системный подход
ФС рассматривается как относительно устойчивая (для определённого периода времени) структура актуализируемых субъектом внутренних средств, которая характеризует сложившиеся в конкретной ситуации механизмы регуляции деятельности и обусловливает эффективность решения поведенческих задач. Важно подчеркнуть, что в данном случае ФС рассматривается как результат включения человека в процесс активной и целенаправленной деятельности, ведущую роль в которой играют мотивационные установки работника и доступные ему в конкретный период времени внутренние ресурсы для выполнения решаемых задач.
Основные понятия системного подхода
- Система — совокупность взаимодействующих между собой элементарных структур / процессов, объединённых в целое решением общей задачи, которая не может быть выполнена ни одним из её компонентов в отдельности[11].
- Системообразующий фактор — главный фактор, интегрирующий в единое целое работу разнокачественных элементов и определяющий её динамику во времени.[12]

## Общие классификации ФС
А. «Прагматические» классификации  (по типу внешних эффектов)
1. по степени допустимости ФС с точки зрения а) надёжности работы и б) «цены деятельности»[1][2][9]:
  - Запрещённые (недопустимые)
  - Разрешённые (допустимые)
2. по степени накопления патологических эффектов:
  - Нормальные
  - Пограничные
  - Патологические

Б. «Содержательные» классификации (по типу механизмов регуляции деятельности):
1. по степени адекватности ФС как ответной системной реакции требованиям выполнения задач в определённых ситуативных условиях:
  - состояния динамического рассогласования
  - состояния адекватной мобилизации
2. по степени накопления неблагоприятной симптоматики:
  - Экстенсивные состояния (основные группы качественно неоднородных ФС: оптимальные состояния, утомления, стрессовые состояния, монотония, пресыщение, состояния напряжённости, состояния потока, релаксационные состояния и пр.)
  - Интенсивные состояние (уровни или степени развития одного типа ФС, отражают динамику в развитии и представлены в виде шкал: (1) Шкала уровней бодрствования;(2) Стадии динамики состояний работоспособности; (3) Стадии развития стрессовых состояний и пр.)

## Свойства ФС как системной реакции
1. ФС — это результат перестройки в работе функциональных систем, обеспечивающих выполнение целесообразной деятельности[10]:
  - ФС не может рассматриваться вне контекста решения конкретной задачи, ситуации и условий реализации деятельности;
  - ФС не является фоном, на котором реализуется деятельность.
2. ФС отражает изменения в структуре «задействованной» функциональной системы обеспечения деятельности[10]:
  - требуется реконструкция основных компонентов в функциональной системе обеспечения деятельности (выделение профессионально-важных функций и качеств);
  - необходима оценка проявлений (симптомов) ФС на всех уровнях функциональной системы обеспечения деятельности (энергетическом, перцептивно-когнитивном, рефлексивном и поведенческом).Влияние среды на ФС

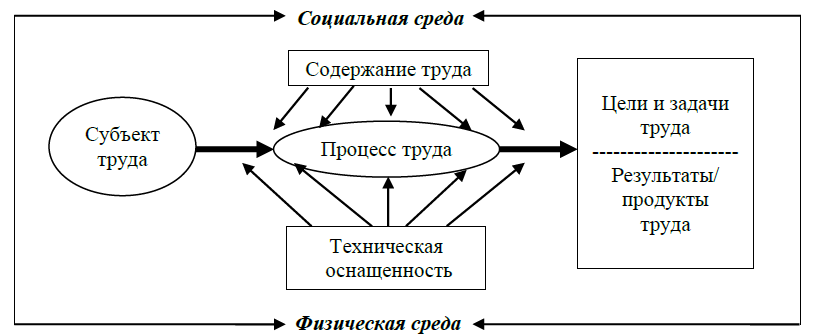
Влияние среды на ФС

3. ФС — системная реакция, формируемая под влиянием комплекса факторов трудовой среды[10]:
  - «Физическая среда» (санитарно-гигиенические и экологические условия):
    - микроклимат;
    - освещённость;
    - шум, вибрация;
    - атмосферное давление;
    - излучения;
    - вредные вещества;
    - инфекции и биологические агенты.

  - «Социальная среда» (социум, организация, группа):
    - общие социальные факторы;
    - конкретные социальные факторы:
      - тип организации, организационная культура;
      - особенности коллектива;
      - содержание профессиональной роли;
      - внепрофессиональные контакты;

    - социально-психологические факторы:
      - соответствие индивида профессиональной роли;
      - мотивационные установки индивида и коллектива.

## Диагностика ФС
Виды наиболее распространённых прикладных диагностических задач по оценке ФС:
1. Оценка надёжности деятельности человека непосредственно в процессе работы (диагностика актуального ФС).
2. Оценка готовности специалиста к выполнению деятельности в конкретной ситуации (кратковременный прогноз развития ФС).
3. Оценка потенциальных возможностей человека надёжно/успешно справляться с профессиональными задачами (долговременный прогноз в плане профпригодности).
4. Оценка угрожающих факторов для здоровья/благополучия работающих, занятых на определённых профессиональных позициях (долговременный прогноз в плане профессионального долголетия, сохранения трудоспособности).
5. Экспертиза «трудных ситуаций», аварий, несчастных случаев (оценка роли «человеческого фактора» при возникновении различных инцидентов).

Методы оценки ФС (сбора данных):
- Физиологические
  - Биохимические
  - Оценка вегетативных сдвигов
  - Электрофизиологические
- Психофизиологические
  - Косвенная оценка физиологических проявлений
- Психологические
  - Объективирующие психометрические тесты (когнитивные, исполнительские)
  - Субъективные методики (опросники, субъективные шкалы, стандартизованные интервью)
  - Проективные тесты
- Поведенческие
  - Количественные методы (оценка производительности труда, анализ продуктов деятельности, хронометраж и пр.)
  - Качественные методы (стандартизированное наблюдение, видеонаблюдение, оценка экспрессивных актов; анализ речевого поведения и др.)

## Основные типы негативных ФС
Различные авторы выделяют 4 основных типа негативных функциональных состояний.
- Утомление
- Монотония
- Психическое пресыщение
- Напряжённость/стресс

### Утомление
Класс состояний, характеризующихся истощением и дискоординацией в протекании основных реализующих деятельность процессов и функций.
Развиваются вследствие продолжительности и интенсивности воздействия рабочих нагрузок, под влиянием которых формируется мотивация на завершение работы и отдых.

### Монотония
Состояния сниженного сознательного контроля за исполнением деятельности, возникающие в ситуациях однообразной работы с частым повторением стереотипных действий в обеднённой внешней среде.
Сопровождаются переживаниями скуки / непреодолимой сонливости и формированием мотивации на смену деятельности.

### Психическое пресыщение
Состояния неприятия слишком простой и субъективно неинтересной или малоосмысленной деятельности, приводящие к приостановке работы или замещению выполняемых задач.
Сопровождаются в выраженном стремлении прекратить работу или внести разнообразие в заданный стереотип исполнения с доминирующей мотивацией на отказ от деятельности с выраженной аффективной составляющей.

### Напряжённость (стресс)
Состояния повышенной мобилизации психологических и энергетических ресурсов, развивающиеся в ответ на повышение сложности или субъективной значимости деятельности.
Сопровождается выраженным изменением эмоциональных переживаний, отражающих доминирование мотивации на преодоление / устранение затруднений, которые могут реализоваться как в продуктивных (eu-stress), так и деструктивных формах (distress).

## Состояния работоспособности
Работоспособность — наличные или потенциальные возможности человека к актуализации физиологических и психологических ресурсов для выполнения целесообразной деятельности

### «Кривая работы» Э. Крепелина
В процессе деятельности происходит изменение уровня работоспособности, описываемое с помощью кривой работоспособности. Впервые, проанализировав так называемую «Кривую работы» Э. Крепелин (1898) выделил 4 основные стадии работоспособности по показателям результативности деятельности.:
1. врабатывание
2. оптимальная работоспособность
3. утомление
4. конечный порыв

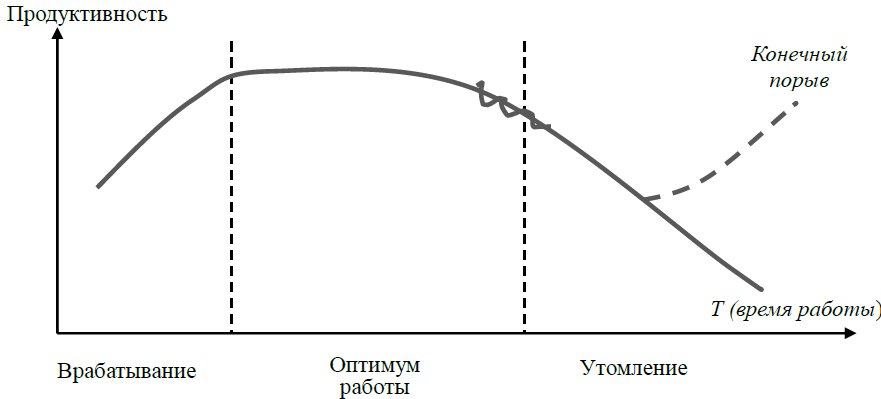
Кривая работоспособности Э.Крепелина

Факторы влияющие на «кривую работы»:
- Продолжительность работы
- Мотивация (заинтересованность)
- Волевое усилие
- Привыкание
- Обучение

### Динамика состояний работоспособности в процессе труда
«До начала» работы:
- Состояние «оперативного покоя» — переход от дремоты / пассивного бодрствования к активному состоянию. Неспецифическая готовность к деятельности (ожидание / генерализованная ориентировка). Поисковая активность — поиск предмета деятельности, «опредмечивание» потребности.
- «Мобилизация» — подготовка к выполнению конкретной деятельности, решению определённого круга задач. Формирование плана и стратегий выполнения. Актуализация мотивационной установки «на деятельность», конкретизация мотива деятельности.

Начальный период работы:
- «Первичная реакция» — переход к режиму внешнего исполнения. «Столкновение» разных планов реализации: внутреннего и внешнего. Конфликтная стадия «запуска» другой функциональной системы.
- «Гипермобилизация» — апробирование и корректировка конкретных способов выполнения деятельности, «настройка» на реальную ситуацию. Активизация процессуальных мотивов деятельности.

В процессе работы (на этапе высокой продуктивности труда):
- «Оптимальная компенсация» — пластичная и эффективная регуляция процесса выполнения деятельности. Синонимичный термин — «состояние потока». Доминирование процессуальных мотивов деятельности.
- «Субкомпенсация» — сохранение нормативной / высокой продуктивности труда за счёт привлечения дополнительных ресурсов (компенсаторных средств). Синонимичный термин — «компенсируемое утомление». Смещение доминирующих мотивов на достижение результата.

В процессе работы (с выраженным падением продуктивности):
- «Декомпенсация» — дезорганизация в работе функциональной системы обеспечения деятельности. Выраженное падение результативности (качественное и количественное) на фоне выраженной мобилизации дополнительных ресурсов. Смена типа мотивации — доминирование мотивов на прекращение деятельности и «отдых».
- «Срыв деятельности» — распад целостного функционирования систем обеспечения жизнедеятельности. Витальная угроза (жизни, здоровью). Полный отказ от работы.

## Методы оптимизации ФС
Объективные методы оптимизации ФС:
- нормирование рабочих нагрузок;
- оптимизация режимов труда и отдыха;
- обогащение содержания труда;
- элиминация факторов «экологически вредной» среды;
- рациональная организация:
  - рабочих мест;
  - рабочих пространств, помещений;
  - средств и орудий труда;
- изменение управленческих концепций;
- организационная культура: ценности «здорового образа жизни».

«Прямые» методы воздействия на ФС человека:
- отдых и восстановление ресурсов;
- оздоровительные процедуры;
- физиотерапия;
- питание;
- фармакология (психофармакология);
- дополнительная внешняя стимуляция:
  - функциональная музыка;
  - цветосветовые воздействия;
  - мультимедийные средства;
- суггестивные воздействия;
- гипнотерапия.